# 梁奔前烈士墓及就义处旧址
梁奔前烈士墓及就义处旧址是一座近现代重要史迹，时代为1945年，位于山西省晋中市平遥县东泉镇千庄村三岔口。
1982年10月10日，梁奔前烈士墓公布为平遥县文物保护单位。2021年8月4日，梁奔前烈士墓及就义处旧址公布为第六批山西省文物保护单位。